# Đội tuyển bóng chuyền nam quốc gia Slovakia
Đội tuyển bóng chuyền nam quốc gia Slovakia là đội bóng đại diện cho Slovakia tại các cuộc thi tranh giải và trận đấu giao hữu bóng chuyền nam ở phạm vi quốc tế.

## Kết quả

### Giải bóng chuyền vô địch châu Âu
| Năm       | Vòng                     | Vị trí                   | ST                       | W                        | L                        |
| --------- | ------------------------ | ------------------------ | ------------------------ | ------------------------ | ------------------------ |
| 1995      | Không vượt qua vòng loại | Không vượt qua vòng loại | Không vượt qua vòng loại | Không vượt qua vòng loại | Không vượt qua vòng loại |
| 1997      | Trận tranh hạng 7        | 8th                      | 7                        | 3                        | 4                        |
| 1999      | Did not qualify          | Did not qualify          | Did not qualify          | Did not qualify          | Did not qualify          |
| 2001      | Vòng một                 | 9–12th                   | 5                        | 1                        | 4                        |
| 2003      | Vòng một                 | 11–12th                  | 5                        | 0                        | 5                        |
| & 2005    | Không vượt qua vòng loại | Không vượt qua vòng loại | Không vượt qua vòng loại | Không vượt qua vòng loại | Không vượt qua vòng loại |
| 2007      | Vòng hai                 | 12th                     | 6                        | 1                        | 5                        |
| 2009      | Vòng hai                 | 11th                     | 6                        | 1                        | 5                        |
| & 2011    | Tứ kết                   | 5th                      | 4                        | 3                        | 1                        |
| & 2013    | Vòng hai                 | 11th                     | 4                        | 1                        | 3                        |
| & 2015    | Vòng một                 | 14th                     | 3                        | 0                        | 3                        |
| 2017      | Chưa biết                | Chưa biết                | Chưa biết                | Chưa biết                | Chưa biết                |
| Tổng cộng | 0 Danh hiệu              | 8/12                     | 40                       | 10                       | 30                       |

### World League
| Năm  | Vòng                     | Vị trí                   | Pld                      | W                        | L                        |
| ---- | ------------------------ | ------------------------ | ------------------------ | ------------------------ | ------------------------ |
| 1993 | Không vượt qua vòng loại | Không vượt qua vòng loại | Không vượt qua vòng loại | Không vượt qua vòng loại | Không vượt qua vòng loại |
| 1994 | Không vượt qua vòng loại | Không vượt qua vòng loại | Không vượt qua vòng loại | Không vượt qua vòng loại | Không vượt qua vòng loại |
| 1995 | Không vượt qua vòng loại | Không vượt qua vòng loại | Không vượt qua vòng loại | Không vượt qua vòng loại | Không vượt qua vòng loại |
| 1996 | Không vượt qua vòng loại | Không vượt qua vòng loại | Không vượt qua vòng loại | Không vượt qua vòng loại | Không vượt qua vòng loại |
| 1997 | Không vượt qua vòng loại | Không vượt qua vòng loại | Không vượt qua vòng loại | Không vượt qua vòng loại | Không vượt qua vòng loại |
| 1998 | Không vượt qua vòng loại | Không vượt qua vòng loại | Không vượt qua vòng loại | Không vượt qua vòng loại | Không vượt qua vòng loại |
| 1999 | Không vượt qua vòng loại | Không vượt qua vòng loại | Không vượt qua vòng loại | Không vượt qua vòng loại | Không vượt qua vòng loại |
| 2000 | Không vượt qua vòng loại | Không vượt qua vòng loại | Không vượt qua vòng loại | Không vượt qua vòng loại | Không vượt qua vòng loại |
| 2001 | Không vượt qua vòng loại | Không vượt qua vòng loại | Không vượt qua vòng loại | Không vượt qua vòng loại | Không vượt qua vòng loại |
| 2002 | Không vượt qua vòng loại | Không vượt qua vòng loại | Không vượt qua vòng loại | Không vượt qua vòng loại | Không vượt qua vòng loại |
| 2003 | Không vượt qua vòng loại | Không vượt qua vòng loại | Không vượt qua vòng loại | Không vượt qua vòng loại | Không vượt qua vòng loại |
| 2004 | Không vượt qua vòng loại | Không vượt qua vòng loại | Không vượt qua vòng loại | Không vượt qua vòng loại | Không vượt qua vòng loại |
| 2005 | Không vượt qua vòng loại | Không vượt qua vòng loại | Không vượt qua vòng loại | Không vượt qua vòng loại | Không vượt qua vòng loại |
| 2006 | Không vượt qua vòng loại | Không vượt qua vòng loại | Không vượt qua vòng loại | Không vượt qua vòng loại | Không vượt qua vòng loại |
| 2007 | Không vượt qua vòng loại | Không vượt qua vòng loại | Không vượt qua vòng loại | Không vượt qua vòng loại | Không vượt qua vòng loại |
| 2008 | Không vượt qua vòng loại | Không vượt qua vòng loại | Không vượt qua vòng loại | Không vượt qua vòng loại | Không vượt qua vòng loại |
| 2009 | Không vượt qua vòng loại | Không vượt qua vòng loại | Không vượt qua vòng loại | Không vượt qua vòng loại | Không vượt qua vòng loại |
| 2010 | Không vượt qua vòng loại | Không vượt qua vòng loại | Không vượt qua vòng loại | Không vượt qua vòng loại | Không vượt qua vòng loại |
| 2011 | Không vượt qua vòng loại | Không vượt qua vòng loại | Không vượt qua vòng loại | Không vượt qua vòng loại | Không vượt qua vòng loại |
| 2012 | Không vượt qua vòng loại | Không vượt qua vòng loại | Không vượt qua vòng loại | Không vượt qua vòng loại | Không vượt qua vòng loại |
| 2013 | Không vượt qua vòng loại | Không vượt qua vòng loại | Không vượt qua vòng loại | Không vượt qua vòng loại | Không vượt qua vòng loại |
| 2014 | G3 FR                    | 24                       | 8                        | 3                        | 5                        |
| 2015 | G3 FR                    | 23                       | 8                        | 3                        | 5                        |
| 2016 | G2 GS                    | 21                       | 9                        | 3                        | 6                        |
| 2017 | G2 GS                    | 19                       | 9                        | 4                        | 5                        |

### European League
| Năm       | Vòng         | Vị trí  | Pld | W  | L  |
| --------- | ------------ | ------- | --- | -- | -- |
| 2004      | League Round | 8th     | 12  | 1  | 11 |
| 2005      | League Round | 6th     | 12  | 5  | 7  |
| 2006      | League Round | 7th     | 12  | 2  | 10 |
| 2007      | Final Four   | Đồng    | 14  | 11 | 3  |
| 2008      | Chung kết    | Vô địch | 14  | 10 | 4  |
| 2009      | Final Four   | 4th     | 14  | 9  | 5  |
| 2010      | League Round | 6th     | 12  | 5  | 7  |
| 2011      | Chung kết    | Vô địch | 14  | 10 | 4  |
| 2012      | Final Four   | 4th     | 14  | 7  | 7  |
| 2013      | Vòng         | 7th     | 12  | 6  | 6  |
| Tổng cộng | 2 Danh hiệu  | 10/10   | 130 | 66 | 64 |

## Đội hình
Dưới đây là danh sách các thành viên đội tuyển nam quốc gia Slovakia tham dự giải World League 2017.
Huấn luyện viên chính: Andrej Kravarik
| Stt. | Tên                | Ngày sinh            | Chiều cao           | Cân nặng        | Nhảy đập        | Nhảy chắn       | Câu lạc bộ năm 2016–17          |
| ---- | ------------------ | -------------------- | ------------------- | --------------- | --------------- | --------------- | ------------------------------- |
| 1    | Milan Bencz        | 5 tháng 9 năm 1987   | 2,06 m (6 ft 9 in)  | 99 kg (218 lb)  | 363 cm (143 in) | 342 cm (135 in) | Narbonne                        |
| 2    | Tomáš Kriško       | 19 tháng 12 năm 1988 | 2,01 m (6 ft 7 in)  | 91 kg (201 lb)  | 350 cm (140 in) | 328 cm (129 in) | Dukla Liberec                   |
| 3    | Emanuel Kohút (C)  | 21 tháng 7 năm 1982  | 2,06 m (6 ft 9 in)  | 97 kg (214 lb)  | 359 cm (141 in) | 345 cm (136 in) | GKS Katowice                    |
| 4    | Peter Ondrovič     | 28 tháng 3 năm 1995  | 1,99 m (6 ft 6 in)  | 95 kg (209 lb)  | 347 cm (137 in) | 325 cm (128 in) | Herrsching                      |
| 5    | Matej Kubš         | 26 tháng 5 năm 1988  | 1,88 m (6 ft 2 in)  | 82 kg (181 lb)  | 341 cm (134 in) | 315 cm (124 in) | Bystrina SPU Nitra              |
| 6    | Filip Palgut       | 23 tháng 9 năm 1991  | 2,02 m (6 ft 8 in)  | 90 kg (200 lb)  | 348 cm (137 in) | 330 cm (130 in) | České Budějovice                |
| 9    | Peter Mlynarčík    | 29 tháng 11 năm 1991 | 2,00 m (6 ft 7 in)  | 98 kg (216 lb)  | 350 cm (140 in) | 330 cm (130 in) | Aich-Dob                        |
| 10   | Marcel Lux         | 27 tháng 7 năm 1994  | 2,00 m (6 ft 7 in)  | 92 kg (203 lb)  | 341 cm (134 in) | 315 cm (124 in) | Mirad Prešov                    |
| 11   | Martin Turis       | 27 tháng 8 năm 1993  | 1,81 m (5 ft 11 in) | 83 kg (183 lb)  | 325 cm (128 in) | 310 cm (120 in) | Bystrina SPU Nitra              |
| 12   | Matej Paták        | 8 tháng 6 năm 1990   | 1,97 m (6 ft 6 in)  | 88 kg (194 lb)  | 353 cm (139 in) | 330 cm (130 in) | Chaumont 52                     |
| 13   | Štefan Chrtianský  | 17 tháng 8 năm 1989  | 2,07 m (6 ft 9 in)  | 97 kg (214 lb)  | 350 cm (140 in) | 335 cm (132 in) | Hypo Tirol Innsbruck            |
| 14   | Ján Tarabus        | 27 tháng 8 năm 1995  | 2,02 m (6 ft 8 in)  | 100 kg (220 lb) | 350 cm (140 in) | 325 cm (128 in) | Spartak Myjava                  |
| 15   | Juraj Zaťko        | 5 tháng 6 năm 1987   | 1,92 m (6 ft 4 in)  | 87 kg (192 lb)  | 347 cm (137 in) | 320 cm (130 in) | Bystrina SPU Nitra              |
| 16   | Radoslav Prešinský | 14 tháng 1 năm 1989  | 2,06 m (6 ft 9 in)  | 100 kg (220 lb) | 345 cm (136 in) | 327 cm (129 in) | Aero Odolena Voda               |
| 17   | František Ogurčák  | 24 tháng 4 năm 1984  | 1,98 m (6 ft 6 in)  | 95 kg (209 lb)  | 348 cm (137 in) | 321 cm (126 in) | Prievidza                       |
| 18   | Daniel Končal      | 16 tháng 9 năm 1982  | 1,88 m (6 ft 2 in)  | 84 kg (185 lb)  | 319 cm (126 in) | 300 cm (120 in) | Karlovarsko                     |
| 19   | Filip Gavenda      | 13 tháng 1 năm 1996  | 2,00 m (6 ft 7 in)  | 88 kg (194 lb)  | 359 cm (141 in) | 330 cm (130 in) | Netzhoppers Königs Wusterhausen |
| 22   | Marek Mikula       | 23 tháng 2 năm 1988  | 1,96 m (6 ft 5 in)  | 88 kg (194 lb)  | 341 cm (134 in) | 323 cm (127 in) | Aero Odolena Voda               |